# Microloxoconcha
Microloxoconcha is een geslacht van kreeftachtigen uit de klasse van de Ostracoda (mosselkreeftjes).

## Soorten
- Microloxoconcha barralesi Hartmann, 1965
- Microloxoconcha compressa Hartmann, 1954
- Microloxoconcha dimorpha Higashi, Tsukagoshi, Kimura & Kato, 2011
- Microloxoconcha fragilis Hartmann, 1974
- Microloxoconcha ikeyai Watanabe, Tsukagoshi & Higashi, 2008
- Microloxoconcha kushiroensis Hiruta, 1989
- Microloxoconcha marinovi Schornikov, 1969
- Microloxoconcha santacruzensis Gottwald, 1980
- Microloxoconcha subterranea Gottwald, 1983